# Bactrocera kandiensis
Bactrocera kandiensis
 es una especie de insecto díptero que Drew y Albany Hancock describieron por primera vez en 1994. Bactrocera kandiensis pertenece al género Bactrocera de la familia Tephritidae. Como plaga agrícola, esta especie ha sido atacada por los agricultores en Sri Lanka.